# Valencianas de Juncos 2012
Questa voce raccoglie le informazioni riguardanti le Valencianas de Juncos nelle competizioni ufficiali della stagione 2012.

## Organigramma societario
Area direttiva
- Presidente: Ernesto Camacho

Area tecnica
- Primo allenatore: Xiomara Molero

## Rosa
| N° | Nome                | Ruolo | Data di nascita   | Nazionalità sportiva |
| -- | ------------------- | ----- | ----------------- | -------------------- |
| 1  | Millianett Mojica   | S     | 11 dicembre 1983  | Porto Rico           |
| 2  | Karen Cope          | S     | 6 novembre 1985   | Costa Rica           |
| 2  | Michelle Cardona    | P     | 5 settembre 1981  | Porto Rico           |
| 3  | Kim Willoughby      | S     | 7 novembre 1980   | Stati Uniti          |
| 4  | Blair Brown         | S/O   | 5 marzo 1988      | Stati Uniti          |
| 5  | Ivonessa García     | C     | 11 dicembre 1985  | Porto Rico           |
| 6  | Guadalupe Bou       | S     | -                 | Porto Rico           |
| 7  | Gloriana García     | C     | 15 dicembre 1987  | Porto Rico           |
| 8  | Dolly Meléndez      | P     | 16 marzo 1984     | Porto Rico           |
| 9  | Sheila Ocasio       | C     | 17 novembre 1982  | Porto Rico           |
| 10 | Shenyse Torres      | L     | -                 | Porto Rico           |
| 12 | Joshyel Monje       | P     | -                 | Porto Rico           |
| 13 | Shirley Ferrer      | S     | 23 giugno 1991    | Porto Rico           |
| 15 | Tanisha Peña        | S/O   | 30 settembre 1984 | Porto Rico           |
| 17 | Alexandra Zimmerman | P     | 21 aprile 1989    | Stati Uniti          |
| 17 | Kelly Fidero        | S     | -                 | Stati Uniti          |
| 18 | Mekana Barnes       | C     | 29 ottobre 1986   | Stati Uniti          |
| 18 | Erin Moore          | S     | 17 maggio 1982    | Stati Uniti          |